# U.S. Route 8
U.S. Route 8 (ou U.S. Highway 8) é uma autoestrada dos Estados Unidos.
Faz a ligação do Oeste para o Este. A U.S. Route 8 foi construída em 1926 e tem 281 milhas (452 km).

## Principais ligações
US 53 em Cameron

 US 51 perto de Bradley